# Baltazar Castro
Baltazar da Silva Castro (Baloutas, Painzela, Cabeceiras de Basto, 1 de maio de 1891 — Oliveira, Póvoa de Lanhoso, 10 de outubro de 1967) foi um arquiteto restaurador português.

## Vida e obra
Nasceu no lugar de Baloutas, freguesia de Painzela, em Cabeceiras de Basto. Era filho dos proprietários José Joaquim da Silva Castro e Ana da Silva Ramalho, naturais de Painzela.
Formou-se pelo Instituto Superior Industrial e pela Escola de Belas Artes do Porto, entre 1906 e 1919, nos cursos de Engenharia Industrial, Construções Civis, Desenho Histórico e Escultura Monumental.
A 23 de maio de 1918, casou civilmente no Porto com a professora Mariana Amélia de Abreu, natural do Porto (freguesia de Vitória). Deste casamento nasceram quatro filhos, entre os quais Celestino de Castro, futuro arquiteto como seu pai.
Começa a sua vida profissional em 1919, indo trabalhar para Direção de Obras Públicas do Distrito do Porto como condutor de Obras Públicas e, em 1921, transita para a Administração dos Edifícios e Monumentos Nacionais do Norte. Em 1927 é colocado, como arquiteto, na Direção-Geral de Belas Artes (3.ª Repartição-Monumentos e Palácios Nacionais, Secção Norte). Em 1929 é transferido para a Direção dos Monumentos do Norte e no ano seguinte é indigitado diretor interino.
Ainda no Porto, irá realizar projetos em associação com Rogério de Azevedo, com quem partilha o ateliê.
Fixa-se em Lisboa, em 1936, assumindo o cargo efetivo de Diretor dos Monumentos e em 1947, após uma reestruturação interna da Direcção Geral dos Edifícios e Monumentos Nacionais, Diretor do Serviço de Monumentos, cargo que ocupa por poucos meses, já que se torna Inspetor Superior de Obras Públicas.
Realizou imensas viagens à Europa com o objetivo de estudar e adquirir conhecimentos da arquitetura dos monumentos europeus. Estes conhecimentos demonstrariam a sua utilidade nas obras de restauro de imensos monumentos nacionais em que esteve envolvido, como:
- a igreja pré-românica de S. Pedro de Lourosa;
- a igreja pré-românica de de S. Frutuoso de Montélios;
- a igreja pré-românica de de S. Pedro de Balsemão.

Não se dedicou somente ao restauro de edifícios e monumentos antigos tendo, juntamente com o arquiteto Rogério de Azevedo, projetado o Edifício do Comércio do Porto e o edifício antigo da Faculdade de Medicina da Universidade do Porto, obras localizadas no centro histórico da cidade.
Foi responsável por inúmeros restauros de monumentos românicos do Entre-Douro-e-Minho desde 1927 tendo entrado para a "história portuguesa como uma das maiores figuras do restauro de monumentos do século XX e como um dos protagonistas da linha de ação da DGEMN"
Morreu a 10 de outubro de 1967, numa quinta em Oliveira, Póvoa de Lanhoso.

## Condecorações
- Oficial da Ordem Militar de Sant'Iago da Espada de Portugal (30 de janeiro de 1928)
- Oficial da Ordem Militar de Cristo de Portugal (28 de maio de 1937)
- Comendador da Ordem Militar de Sant'Iago da Espada de Portugal (26 de junho de 1942)[5]